# UEFA Cup finalen 2001
UEFA Cup finalen 2001 var en fodboldkamp der blev spillet den 16. maj 2001. Kampen blev spillet foran 48.050 tilskuere på Westfalenstadion i den tyske by Dortmund, og skulle finde vinderen af UEFA Cup 2000-01. De deltagende hold var engelske Liverpool og spanske Alavés. Den var kulminationen på den 30. sæson i Europas næststørste klubturnering for hold arrangeret af UEFA siden etableringen af UEFA Cup i 1971.
Med en sejr på 5–4 sikrede Liverpool sig sin tredje triumf i turneringen.
Kampen blev ledet af den franske dommer Gilles Veissière.